# Третьяков, Всеволод Иванович
Всеволод Иванович Третьяков (1 февраля 1909, с. Старь Орловской губ., ныне Брянской обл. — 26 мая 2000, Москва) — доктор технических наук, профессор, лауреат Сталинской премии.

## Биография
Родился 01.02.1909 (по старому стилю) в с. Старь Орловской губернии.
Окончил Московский государственный университет (1930), инженер-металлург.
В 1931 г. инженер-исследователь Сибирского государственного института цветных металлов (Союзалюминий, Иркутск).
В 1932—1951 гг. работал на Московском заводе редких элементов (с 1936 г. Московский комбинат твердых сплавов): инженер-исследователь (1932—1936), начальник лаборатории металлокерамических сплавов (1936—1941, с 1943). Во время войны в эвакуации: начальник отделения металлургического цеха (1941), с.н.с. исследовательской лаборатории Кировградского завода твердых сплавов (КЗТС, Свердловская область).
С 1951 г. научный сотрудник ВНИИТС (Всесоюзного н.-и. и проектного ин-та тугоплавких металлов и твердых сплавов): заместитель директора (1951—1956), зав. лабораторией (с 1956).
Докторская диссертация: Металлокерамические твердые сплавы [Текст] : (Доклад по монографии, представл. на соискание учен. степени доктора техн. наук) / М-во высш. и сред. спец. образования РСФСР. Моск. ордена Трудового Красного Знамени ин-т стали и сплавов. Москва : [б. и.], 1963.
Разработал способ производства кобальтовых сплавов РЭ-8 и др. Во время войны на КЗТС предложил технологии получения вольфрамо-кобальтовых и вольфрамо-никелевых смесей путем осаждения кобальта и никеля на карбиде вольфрама из их комплексных аммиачных растворов цинком. Разработал новые марки танталосодержащих сплавов.
Сталинская премия первой степени (1951) — за разработку технологии изготовления плоских фильтров для диффузионных машин. Награждён орденами и медалями.
Книги:
- Третьяков, Всеволод Иванович. Металлокерамические твердые сплавы [Текст] : Физ-хим. основы производства, свойства и области применения. — Москва : Металлургиздат, 1962. — 592 с., 10 л. ил. : ил.; 22 см.
- Основы металловедения и технологии производства спеченных твердых сплавов [Текст] / В. И. Третьяков. — 2-е изд., перераб. и доп. — Москва : Металлургия, 1976. — 527 с. : ил.; 22 см